# Вища національна консерваторія драматичного мистецтва
Вища національна консерваторія драматичного мистецтва (фр. Conservatoire national supérieur d'art dramatique, CNSAD) — національна школа, субсидована французьким міністерством культури. Розташована в Парижі. Термін занять — три роки. Кожен курс налічує приблизно 30 учнів (зазвичай 15 хлопців і 15 дівчат) і кілька іноземних стажистів, яких запрошують щороку.

## Історія
Консерваторія була заснована як частина Паризької вищої національної консерваторії музики і танцю 1795 року. Структура консерваторії не змінювалась аж до 1946 року, коли її театральна частина виділилась у самостійну «Вищу національну консерваторію драматичного мистецтва». Саме постановою від 3 березня 1806 року почалось становлення справжньої освіти драматичного мистецтва.
1946 року консерваторія була розділена на дві частини, музику з одного боку та драматичне мистецтво з іншого боку. Консерваторія «Драматичне мистецтво» залишилась на колишньому місці, а консерваторія «музики» переїжджає на вулицю Мадрида (фр. Rue de Madrid). Консерваторія носила назву Національної консерваторії драматичного мистецтва, а з 1968 року їй було присвоєно нинішню назву. Випускниками ВНКДМ близько п'ятдесяти років є численна кількість знаменитих акторів, які зробили репутацію театру та французького кіно.
Її гарна репутація пояснюється саме суворим відбором при вступі, статистика вступного конкурсу показує в середньому успіх лише 2 або 3 % допущених щороку по відношенню до кількості вступників. Приблизно 1000 кандидатів щороку претендують на 30 місць, що робить з цієї установи одну з найбільш виборчих шкіл для виховання акторів.

## Театр консерваторії
Театр консерваторії був побудований 1811 року архітектором Деланнуа (фр. Delannoy). Цей колишній «зал концертів» датується 1752 роком і згодом почав використовуватись учнями королівської школи співу та декламації (фр. l'École royale de chant et de déclamation), був класифікований як пам'ятник історії 1921 року.

## Вступний конкурс
Вступний конкурс проходить щороку та включає три умовні випробування:
Перший тур / Чотири сцени — 3 хвилини за які треба підготувати
- Перша сцена в александрійських віршах, обрана у французькому класичному репертуарі
- Друга сцена, обрана у списку авторів, який консерваторія повідомляє щороку
- Третя сцена, вільно обрана з безлічі театрального репертуару
- Четверта сцена, вільно обрана з безлічі театрального репертуару або така, що є будь-яким інше сценічним вираження (танець, інструмент, співочий голос)

Одна з цих сцен повинна бути написаною після 1960 року. Журі обирає одну або декілька з сцен, запропонованих кандидатом.
Другий тур / Дві сцени — 3 хвилини за які треба підготувати
- Перша сцена, обрана у французькому класичному репертуарі (творами, написаними до 1900 року)
- Друга сцена, обрана в сучасному репертуарі (творами, написаними після 1900 року)

Сцени можуть бути представленими в першому турі.
Третій тур / 1 сцена — 5 хвилин для підготовки

## Система освіти
ВНКДМ розподіляє спеціальну освіту драматичного мистецтва. Це утворення включає теоретичні, практичні знання та майстерність, необхідні для заняття професією актора. Поєднуючи традицію та сучасність, консерваторія з'єднує два типи освіти: клас і майстерню.

## Навчальна структура консерваторії
- інтерпретація (фр. l'interprétation)
- маска (фр. masque)
- імпровізація (фр. l'improvisation)
- танець (фр. la danse)
- taï chile (фр. taï chi)
- спів (фр. le chant)
- фехтування (фр. l'escrime)
- дикція (фр. la diction)
- драматургія (фр. la dramaturgie)
- історія театру (фр. l'histoire du théâtre)
- загальна художня освіта (фр. la culture générale artistique)
- сценічний рух (фр. le mouvement scénique)

## Відомі учні
- Сабіна Азема
- Жанна Балібар
- Марі-Кристін Барро
- Наталі Бай
- Жан-Поль Бельмондо
- Сара Бернар
- Рішар Беррі
- Жульєт Бінош
- Кароль Буке
- Самюель Ле Б'ян
- Жак Вільре
- Грегорі Гадебуа
- Мішель Галабрю
- Гійом Гальєнн
- Луї Гаррель
- Ніколь Гарсія
- Марина Гендс
- Люсьєн Гітрі
- Жан-П'єр Дарруссен
- Даніель Делорм
- Анні Дюпре
- Андре Дюссольє
- Клод Жансак
- Бернар Жиродо
- Марія Казарес
- Анн Косенс
- Бруно Кремер
- Кристофер Ламберт
- Олів'є Мартінес
- Жан-П'єр Мар'єль
- Марія де Медейрос
- Людмила Мікаель
- Жанна Моро
- Анна Муглаліс
- Мішель Омон
- Венсан Перес
- Серж Реджані
- Антуан Рейнартц
- П'єр Ренуар
- Моріс Роне
- Жан Рошфор
- Жак Тожа
- Сільвія Тестю
- Джеймс Тьєррі
- Едвіж Фейєр
- Жерар Філіп
- Жерар Урі
- Ізабель Юппер
- Патрік Шене